# Глейшер, Джеймс Уитбред Ли
Джеймс Уитбред Ли Глейшер (англ. James Whitbread Lee Glaisher, 5 ноября 1848, Луишем, Лондон, Англия — 7 декабря 1928, Кембридж, Англия) — английский математик и астроном, член Королевского астрономического общества (с 1871 года, в 1886—1888 и 1901—1903 годах — президент), Лондонского математического общества (с 1872 года, в 1884—1886 годах — президент) и Лондонского королевского общества (с 1875 года, в 1917—1919 годах — вице-президент). Был награждён медалью де Моргана Лондонского математического общества (1908) и медалью Сильвестра Лондонского королевского общества (1913).

## Биография
Джеймс Уитбред Ли Глейшер родился 5 ноября 1848 года в лондонском районе Луишем. Его родители — Джеймс Глейшер (James Glaisher, 1809—1903), метеоролог и аэронавт, работавший в Королевской обсерватории, и Сесилия Луиза Глейшер, урождённая Белвилл (Cecilia Louisa Glaisher, née Belville, 1828—1892). 
С 1858 года Джеймс Уитбред Ли Глейшер обучался в Школе Святого Павла в Лондоне. С октября 1867 года он учился в Тринити-колледже Кембриджского университета. В 1871 году он стал преподавателем математики в Кембриджском университете, где продолжал работать всю свою жизнь.
В 1871 году Глейшер стал членом Королевского астрономического общества, а впоследствии был также президентом этого общества — в 1886—1888 и 1901—1903 годах.
В 1872 году Глейшер также стал членом Лондонского математического общества, и был президентом этого общества в 1884—1886 годах. В 1908 году это общество наградило его медалью де Моргана. 
В 1875 году Глейшер был избран членом Лондонского королевского общества, в 1913 году был награждён медалью Сильвестра, а в 1917—1919 годах был вице-президентом этого общества.

## Научные результаты
Джеймс Уитбред Ли Глейшер написал более 400 работ по астрономии и математике. Его математические работы были посвящены специальным функциям, теории чисел, вычислению численных таблиц, а также истории математики.
В честь Глейшера и швейцарского математика Германа Кинкелина (Hermann Kinkelin, 1832—1913) названа постоянная Глейшера—Кинкелина. Его имя также носит теорема Глейшера в теории чисел.
По словам британского математика Джеральда Уитроу, «Глейшер однажды сказал, что ни один предмет не теряет больше, чем математика, при любой попытке отделить её от истории».